# Roze Filmdagen

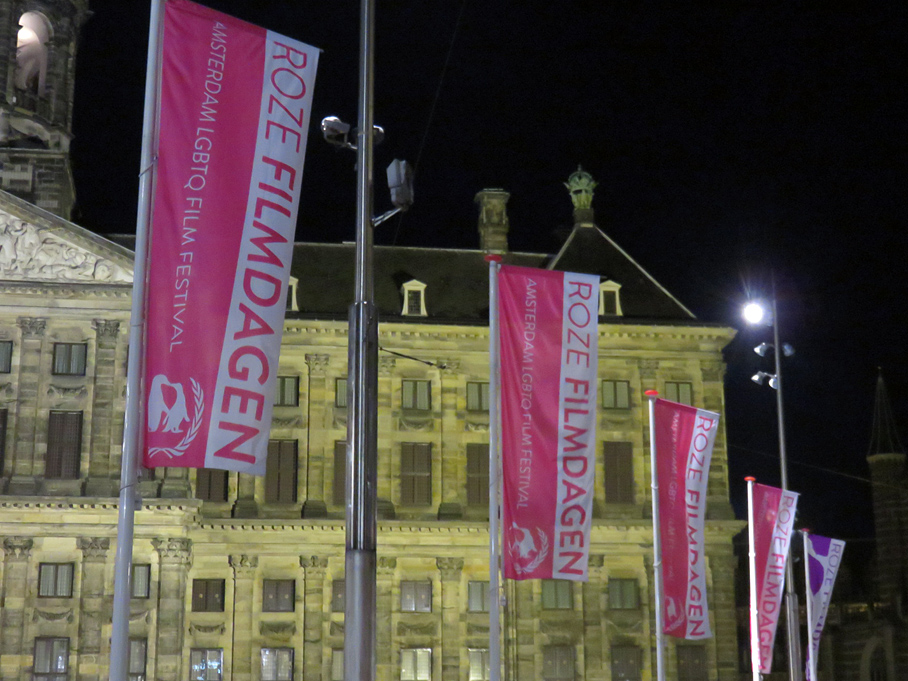
Banners voor de 20e editie van de Roze Filmdagen in 2017

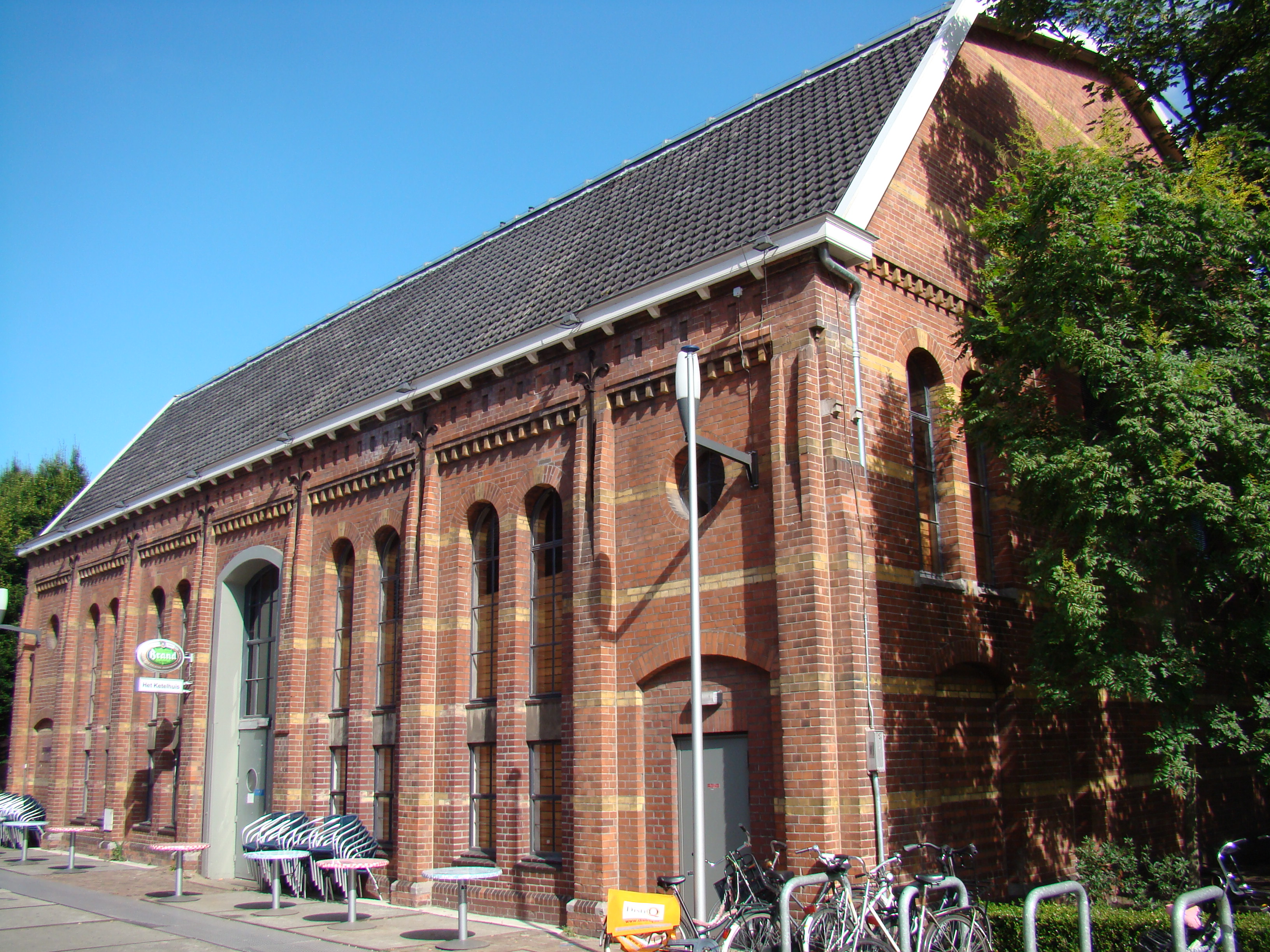
Het Ketelhuis waar jaarlijks de Roze Filmdagen plaatsvinden

De Roze Filmdagen is een elfdaags filmfestival waarop films, korte films en documentaires met een LGBTQ-gerelateerd thema worden vertoond. Het festival vindt sinds 1996 jaarlijks in maart plaats in Het Ketelhuis op het terrein van de Westergasfabriek in Amsterdam en wordt georganiseerd door de Stichting Pink Media.
In 2018 trokken de Roze Filmdagen ruim 10.000 bezoekers die 125 films uit 40 landen konden zien verdeeld over 148 voorstelling (inclusief schoolvoorstellingen). Ook worden zowel jury- als publieksprijzen voor diverse categorieën speelfilms, korte films en documentaires uitgereikt. Het festival is sinds 2013 een nominerend festival voor de Iris Prize (Cardiff) 

## Geschiedenis
Als voorloper van de Roze Filmdagen was er in Amsterdam het vijfjaarlijkse International Gay & Lesbian Filmfestival Holland (IGLFH), waarvan de eerste editie van 3 t/m 17 december 1986 en de tweede van 21 november t/m 1 december 1991 plaatsvond. Hier konden ruim 300 (video)films bekeken worden. Wegens gebrek aan financiële middelen kon de voor 1996 geplande derde editie van het IGLFH niet doorgaan.
In plaats daarvan kwamen toen de eerste Roze Filmdagen in Filmhuis Cavia en Filmtheater Rialto (het afhuren van grotere bioscoopzalen was een te groot financieel risico). De locatie Rialto werd in 1998 vervangen door Cinema De Balie, en kwam ook het Filmmuseum erbij. De organisatie streefde naar "artistiek en cinematografisch verantwoorde producties" die ook voor hetero's interessant konden zijn, maar in de beginjaren werden ook pornofilms vertoond.
De eerste editie van de Roze Filmdagen duurde vier dagen en vond eind juni plaats, wanneer de homogemeenschap traditioneel de Stonewall-rellen herdenkt met Gay Pride Parades. Deze maand bleek echter niet ideaal voor de bezoekersaantallen en zodoende werden de Roze Filmdagen met ingang van 1998 verschoven naar de maand november. Voor de tweede editie in 1997 konden een aantal films ook bekeken worden in 10 andere Nederlandse steden, om ook geïnteresseerden van buiten Amsterdam te bereiken.
Bij gebrek aan voldoende menskracht vonden in 2001 geen Roze Filmdagen plaats en was er daarna om het jaar een grote (2002, 2004) en een kleine editie (2003 en 2005). Sinds de 14e editie in 2011 is Het Ketelhuis de vaste locatie van de Roze Filmdagen..